# Dávid-havasipinty
A Dávid-havasipinty (Pyrgilauda davidiana) a madarak (Aves) osztályának verébalakúak (Passeriformes) rendjébe, ezen belül a verébfélék (Passeridae) családja tartozó faj.

## Rendszerezése
A fajt Jules Verreaux francia botanikus és ornitológus írta le 1876-ban. Sorolták a Montifringilla nembe Montifringilla davidiana néven is. Tudományos faji nevét és magyar nevét Armand David francia katolikus pap, zoológus és botanikus tiszteletére kapta.

## Alfajai
- Pyrgilauda davidiana davidiana (J. Verreaux, 1870) -  Mongólia nyugati része és észak-Kína
- Pyrgilauda davidiana potanini (Sushkin, 1925) - Szibéria délkeleti része és Mongólia keleti része [2]

## Előfordulása
Ázsiában, India, Kína, Mongólia és Oroszország területén honos. Természetes élőhelyei a mérsékelt övi gyepek és sivatagok, folyók és patakok környékén. Állandó, nem vonuló faj.

## Megjelenése
Testhossza 15 centiméter, testtömege 20-25 gramm.

## Természetvédelmi helyzete
Az elterjedési területe rendkívül nagy, egyedszáma pedig stabil. A Természetvédelmi Világszövetség Vörös listáján nem fenyegetett fajként szerepel.